# Kepler-10
Kepler-10 – gwiazda typu widmowego G (tzw. żółty karzeł) w gwiazdozbiorze Smoka, położona 560 lat świetlnych od Ziemi. Jej wiek szacowany jest na 11,9 miliarda lat. Gwiazda posiada ok. 90% M☉ i ok. 105% R☉.

## Misja Keplera
Gwiazdą zainteresowano się w 2009 w ramach tzw. misji Keplera, przygotowanej przez NASA. Analiza dostarczonych przez teleskop danych, zasugerowała początkowo istnienie co najmniej jednej planety, która okrąża macierzystą gwiazdę. 10 stycznia 2011 ogłoszono, że gwiazda posiada planetę skalistą, rozmiarami podobną do Ziemi, nazwaną Kepler-10b. 23 maja 2011 analiza obserwacji wykonanych przez Kosmiczny Teleskop Spitzera potwierdziła istnienie drugiej, skalistej planety, która otrzymała oznaczenie Kepler-10c.